# Boston Consulting Group
O Boston Consulting Group (também conhecido como BCG) é uma empresa de consultoria empresarial fundada pelo americano Bruce Henderson em 1963. A empresa é uma das três consultorias estratégicas de maior receita no mundo, considerada por muitos como a de maior prestígio dentro da indústria de consultoria empresarial. 
No Brasil, possui escritórios em São Paulo e no Rio de Janeiro.

## História
A empresa foi fundada em 1963 por Bruce Henderson como parte do The Boston Safe Deposit and Trust Company. Henderson foi contratado por Arthur D. Little para desenvolver o setor de consultoria como uma subsidiária sob o nome de Management and Consulting Division of The Boston Safe Deposit and Trust Company. Inicialmente a subsidiária apenas prestava consultoria aos clientes do banco, com honorários nos primeiros meses de apenas 500 dólares. Henderson contratou seu segundo consultor, Arthur P. Contas, em Dezembro de 1963. Em 1966, BCG abriu seu segundo escritório em Tóquio, no Japão.
em 1967, Henderson conheceu Bill Bain e lhe ofereceu um cargo na empresa. Bain concordou e ingressou em 1967 com um salário inicial de US$17.000 anuais. No início dos anos 70, Bain foi considerado internamente como o eventual sucesso de Bruce Henderson. Entretanto, em 1973 Bill saiu do BCG para iniciar sua própria empresa de consultoria estratégica, Bain & Company, contratando outros seis empregados do BCG.
Em 1974, Henderson organizou a compra por parte dos empregados das ações da empresa, para que estes conseguissem tornar a empresa independente do The Boston Safe Deposit and Trust Company. O fim da transação aconteceu em 1979.
Em 2022, a empresa ficou em sexto lugar no ranking de melhores empresas para se trabalhar nos Estados Unidos. A lista é organizada pela Glassdoor.